# Phaius delavayi
Phaius delavayi là một loài thực vật có hoa trong họ Lan. Loài này được (Finet) P.J.Cribb & Perner mô tả khoa học đầu tiên năm 2002.